# Statens utsädeskontroll
Statens utsädeskontroll var en statlig myndighet som bildades 1978 och övertog verksamheten från Statens centrala frökontrollanstalt i Solna, vilken inrättats 1925. Statens utsädeskontrolls uppgift var att ansvara för den statliga kontrollen och certifieringen av utsäde, i den utsträckning det inte var en uppgift för någon annan. Myndigheten var lokaliserad till Svalöv, dit redan 1928 en filial inrättats till Statens centrala frökontrollanstalt. Statens utsädeskontroll är sedan 2006 ombildad till Statens jordbruksverks utsädesenhet, lokaliserad till Svalöv.